# Erzbistum Manizales
Das Erzbistum Manizales (lat.: Archidioecesis Manizalensis, span.: Arquidiócesis de Manizales) ist eine in Kolumbien gelegene römisch-katholische Diözese mit Sitz in Manizales. Es umfasst den kolumbianischen Departamentos Caldas und kleinen Teil Risaraldas.

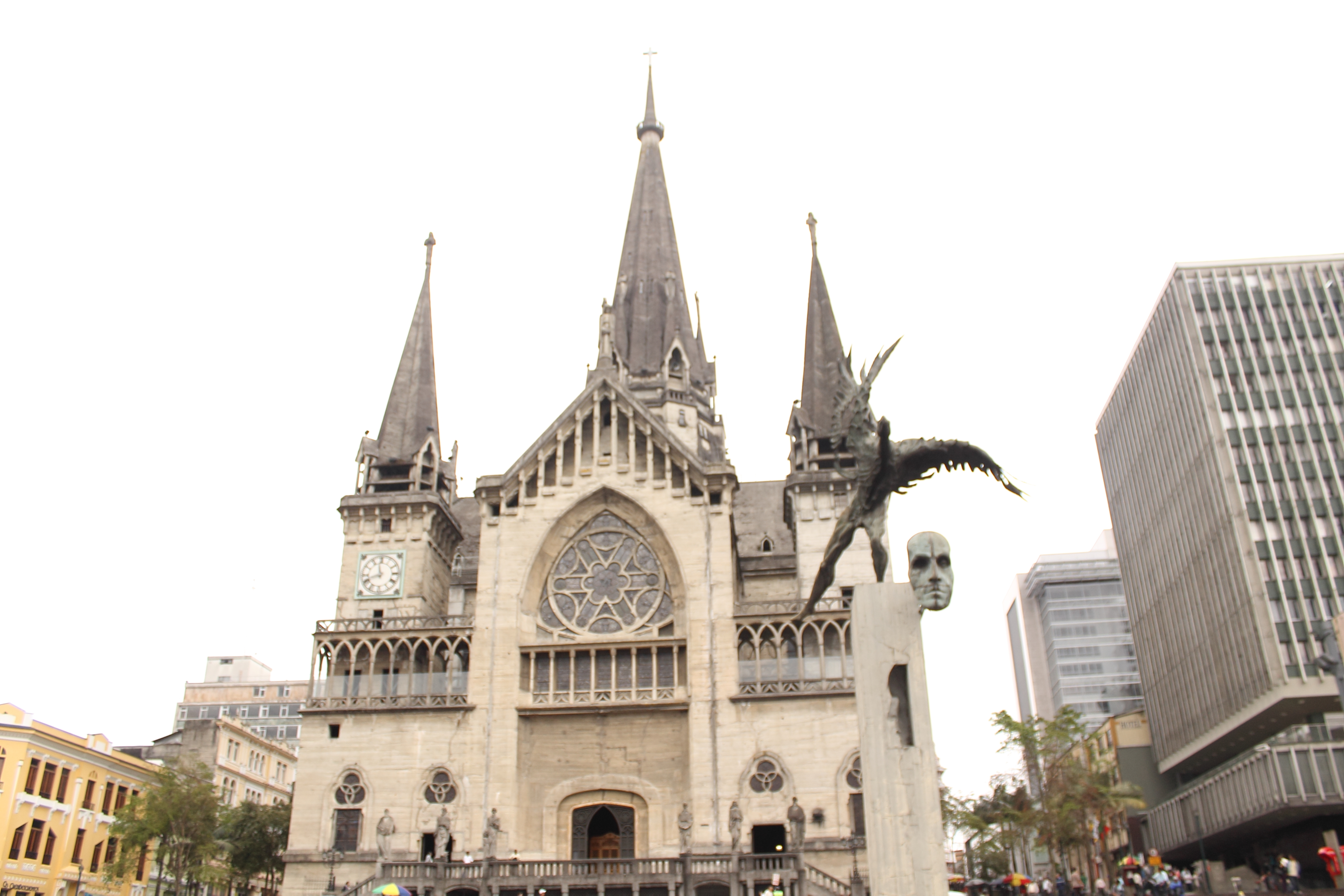
Kathedrale von Manizales

## Geschichte
Papst Leo XIII. gründete es am 11. April 1900 aus Gebietsabtretungen des Bistums Medellín und des Erzbistums Popayán, dem es auch als Suffragandiözese unterstellt wurde. Am 24. Februar 1902 wurde es Teil der Kirchenprovinz des Erzbistums Medellín.
Mit der Apostolischen Konstitution Ob arduum wurde das bisherige Bistum am 10. Mai 1954 durch Papst Pius XII. in den Rang eines Metropolitanerzbistums erhoben.
Teile seines Territoriums verlor es zugunsten der Errichtung folgender Bistümer:
- 17. Dezember 1952 an die Bistümer Armenia und Pereira;
- 29. März 1984 an das Bistum La Dorada-Guaduas.

## Ordinarien

### Bischöfe von Manizales
- Gregorio Nazianz Hoyos (11. Mai 1901 – 28. Oktober 1921)
- Tiberio de Jesús y Salazar Herrera (6. Juli 1922 – 7. Juli 1932, dann Koadjutorerzbischof von Medellín)
- Juan Manuel González Arbeláez (3. Juli 1933 – 6. Juni 1934)
- Luis Concha Córdoba (13. Juli 1935 – 10. Mai 1954)

### Erzbischöfe von Manizales
- Luis Concha Córdoba (10. Mai 1954 – 18. Mai 1959, dann Erzbischof von Bogotá)
- Arturo Duque Villegas (7. Juli 1959 – 23. Mai 1975)
- José de Jesús Pimiento Rodriguez (22. Mai 1975 – 15. Oktober 1996)
- Fabio Betancur Tirado (15. Oktober 1996 – 7. Oktober 2010)
- Gonzalo Restrepo Restrepo (7. Oktober 2010 – 6. Januar 2020)
- José Miguel Gómez Rodríguez (seit 25. April 2021)

| Hier fehlt eine Grafik, die im Moment aus technischen Gründen nicht angezeigt werden kann. Wir arbeiten daran!Entwicklung der Mitgliederzahlen |

## Statistik
| Jahr | Bevölkerung | Bevölkerung | Bevölkerung | Priester   | Priester           | Priester         | Priester               | Ständige Diakone | Ordensleute | Ordensleute | Pfarreien |
| Jahr | Katholiken  | Einwohner   | %           | Gesamtzahl | Diözesan- priester | Ordens- priester | Katholiken je Priester | Ständige Diakone | männlich    | weiblich    | Pfarreien |
| ---- | ----------- | ----------- | ----------- | ---------- | ------------------ | ---------------- | ---------------------- | ---------------- | ----------- | ----------- | --------- |
| 1950 | 949.000     | 950.000     | 99,9        | 227        | 167                | 60               | 4.180                  |                  | 160         | 702         | 64        |
| 1965 | 780.000     | 783.201     | 99,6        | 272        | 184                | 88               | 2.867                  |                  | 179         | 789         | 57        |
| 1970 | 749.000     | 750.000     | 99,9        | 268        | 173                | 95               | 2.794                  |                  | 140         | 559         | 64        |
| 1976 | 612.182     | 615.182     | 99,5        | 212        | 161                | 51               | 2.887                  |                  | 107         | 925         | 68        |
| 1980 | 610.556     | 618.177     | 98,8        | 202        | 151                | 51               | 3.022                  |                  | 87          | 890         | 69        |
| 1990 | 549.000     | 556.000     | 98,7        | 183        | 135                | 48               | 3.000                  | 8                | 69          | 355         | 62        |
| 1999 | 796.345     | 840.345     | 94,8        | 192        | 143                | 49               | 4.147                  | 22               | 85          | 495         | 72        |
| 2002 | 815.000     | 840.000     | 97,0        | 186        | 132                | 54               | 4.381                  | 28               | 97          | 429         | 78        |
| 2003 | 731.000     | 750.000     | 97,5        | 209        | 158                | 51               | 3.497                  | 34               | 131         | 395         | 81        |
| 2004 | 731.000     | 750.000     | 97,5        | 208        | 163                | 45               | 3.514                  | 34               | 109         | 395         | 80        |
| 2013 | 812.000     | 835.000     | 97,2        | 245        | 184                | 61               | 3.314                  | 47               | 305         | 474         | 83        |